# Pavlica Steko
Pavlica Steko (* 15. Januar 1974 in Duvno, SFR Jugoslawien) ist ein ehemaliger professioneller Kickbox-Weltmeister, sowie Trainer, Manager und Promotor.

## Lebenslauf

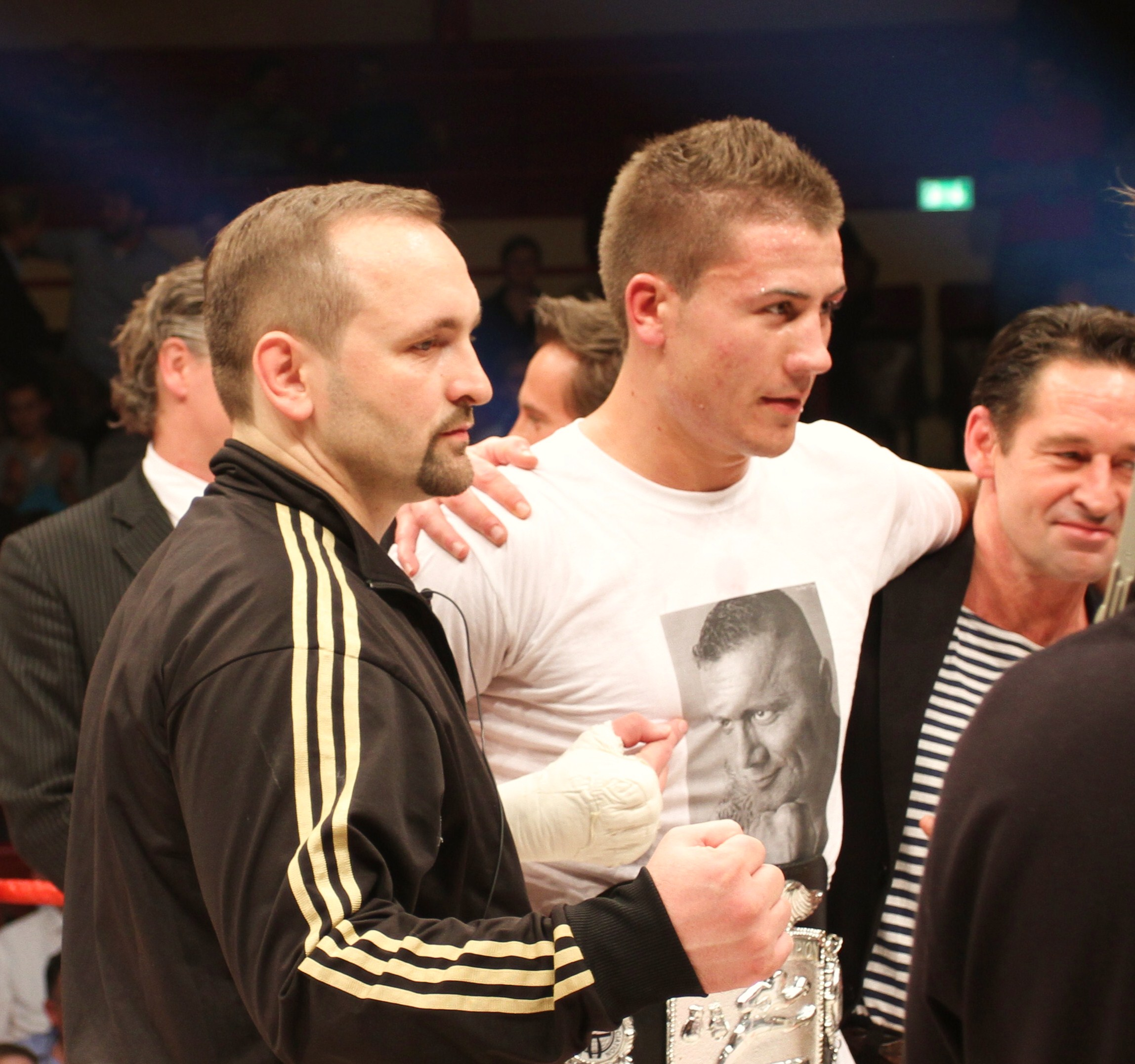
Pavlica Steko als Trainer von Florian Pavic WKA-Weltmeister 2011

Pavlica Steko kam im Jahr 1982 mit seiner Familie nach Deutschland. Noch im gleichen Jahr begann er gemeinsam mit seinem Bruder Mladen Steko mit dem Kampfsporttraining. Sie trainierten seit ihrer Kindheit an immer zusammen und feierten auch immer gemeinsam ihre Erfolge. Zuerst trainierten sie Taekwon-Do, bis sie den schwarzen Gürtel erreichten. Zeitgleich trainierten sie aber auch Karate, Judo, Antiterrorkampf, Kickboxen, Boxen und Thaiboxen. Bei ihrem Training wurden sie stets vom Vater Ivan Steko gefördert. Er eröffnete im Jahr 1988 in München das erste Kampfsportzentrum Steko. Schon im Jahr 1997 konnten sie in ein größeres Gym umziehen, wo auch die Brüder Pavlica und Mladen das Training übernahmen. Seit dem Jahr 1998 waren sie bei allen Deutschen und Internationalen Deutschen Meisterschaften der WKA mit ihren Schülern erfolgreich.
Im Jahr 2004 waren sie mit gleich drei Deutschen Meistern im Vollkontakt (WAKO) die erfolgreichste Kampfsportschule Deutschlands. In allen anderen Jahren waren sie die erfolgreichste Ringsportmannschaft der WKA, da sie in jedem Jahr mindestens einen Deutschen oder Internationalen Deutschen Meister stellten.
Pavlica Steko war wie sein Bruder Mladen auch, lange Zeit deutscher Nationaltrainer der WKA. Sie organisierten die von ihrem Vater 1998 gegründete Steko’s Fight Night, bei der er Weltmeisterschaftskämpfe im Profi-Kickboxen ausrichtet. Wie im Jahr 2011 bei der WKA Weltmeisterschaft in Karlsruhe. Diese Veranstaltungen werden live von SAT 1, Sport1 und anderen TV-Sendern übertragen. Die Steko’s Fight Night am 16. Dezember 2011 widmeten sie dem verstorbenen Besim Kabashi.

## Erfolge als Kämpfer

### Profi-Kickboxen
- WKA Weltmeister (86 kg): 1998, 1999, 2000, 2001, 2002, 2003
- WAKO-PRO Weltmeister (bis 86 kg): 1996, 1997, 1998, 1999, 2000

### Amateur-Kickboxen
- Weltmeister: 1995
- Europameister: 1996
- Internationaler Deutscher Meister: 1993, 1994, 1995
- Deutscher Meister: 1993, 1994, 1995

## Erfolge als Trainer

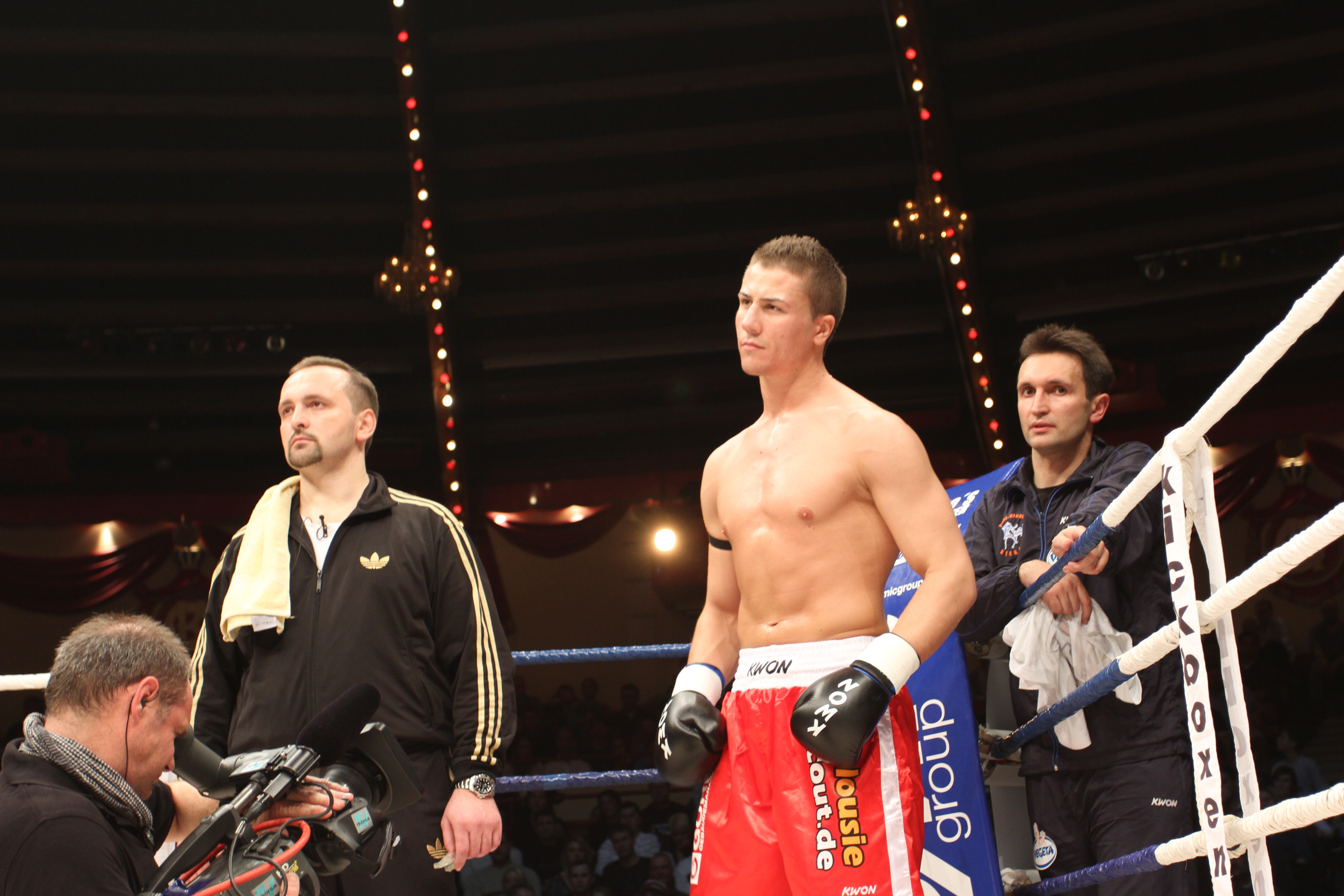
Pavlica Steko, Florian Pavic und Mladen Steko

Pavlica Steko hat gemeinsam mit seinem Bruder Mladen 20 Profi-Weltmeister hervorgebracht: Christine Theiss, Ramin Abtin, Besim Kabashi, Cindy Metz, Bundestrainer-Marco Ross, Dominik Haselbeck, Daniel Dörrer, Julia Irmen, Marie Lang, Jens Lintow, Marko Rajkovoc, Florian Pavic, Emil Zoraj, Almedin Hasangic, Willy „the Lion“, Semen Poskotin, Michael Smolik, Pascal Schroth, Dardan Morina.
Insgesamt konnten sie gemeinsam 58 Deutsche Meistertitel, 42 Internationale Deutsche Meistertitel, 4 Europameistertitel, 5 Vize-Europameister, 6 WKA World Cup Sieger und 13 Amateur-Weltmeister hervorbringen.